# Unterseeboot 986

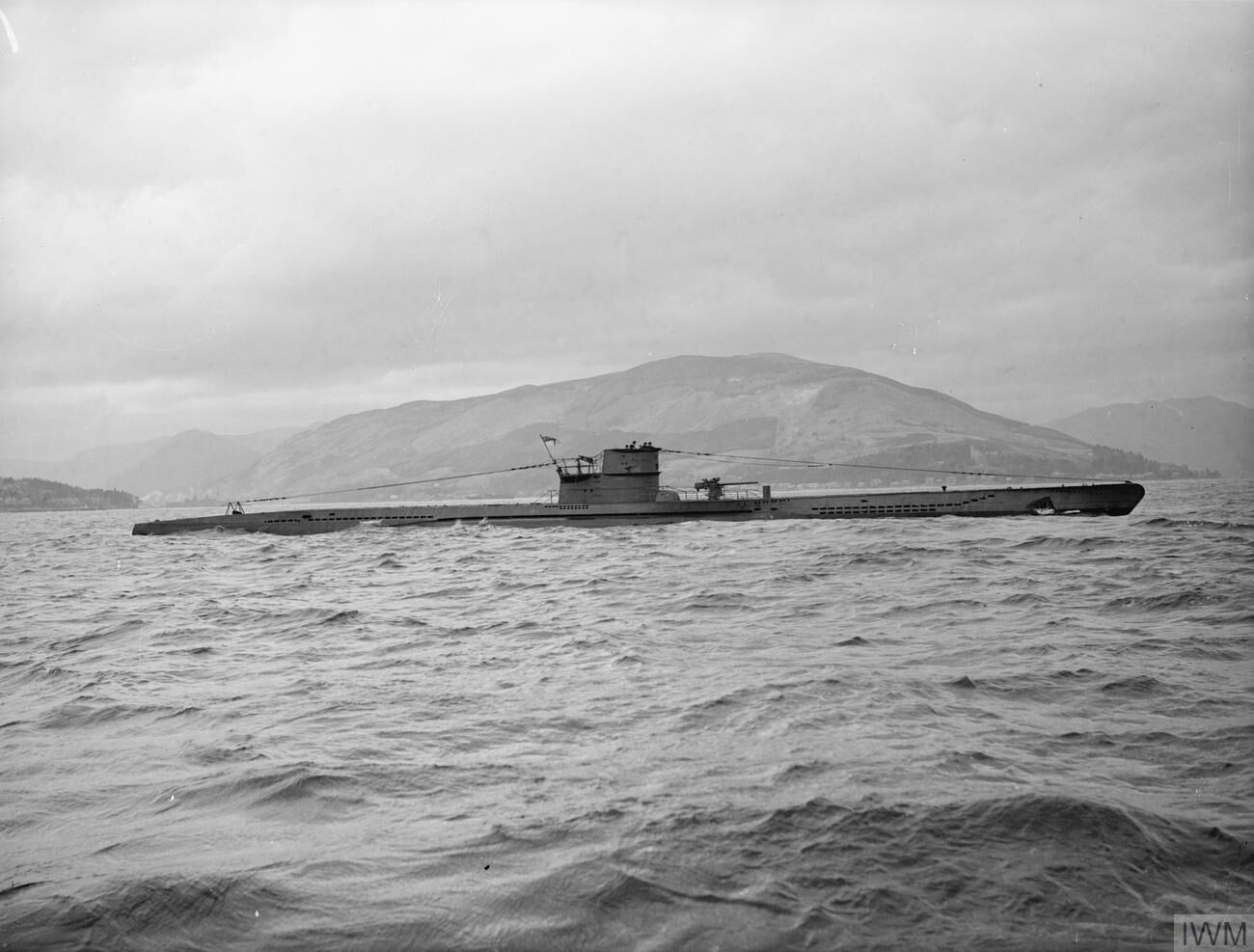

L'Unterseeboot 986 ou U-986 est un sous-marin allemand (U-Boot) de type VIIC utilisé par la Kriegsmarine pendant la Seconde Guerre mondiale.
Le sous-marin fut commandé le 25 mai 1941 à Hambourg (Blohm + Voss), sa quille fut posée le 18 septembre 1942, il fut lancé le 20 mai 1943 et mis en service le 1er juillet 1943, sous le commandement de l'Oberleutnant zur See Karl-Ernst Kaiser.
L'U-986 n'endommagea ou ne coula aucun navire au cours de l'unique patrouille (63 jours en mer) qu'il effectua.
Il est porté disparu dans l'Atlantique Nord, en avril 1944.

## Conception
Unterseeboot type VII, l'U-986 avait un déplacement de 769 tonnes en surface et 871 tonnes en plongée. Il avait une longueur totale de 67,10 m, un maître-bau de 6,20 m, une hauteur de 9,60 m et un tirant d'eau de 4,74 m. Le sous-marin était propulsé par deux hélices de 1,23 m, deux moteurs diesel Germaniawerft M6V 40/46 de 6 cylindres en ligne de 1 400 cv à 470 tr/min, produisant un total de 2 060 à 2 350 kW en surface et de deux moteurs électriques Brown, Boveri & Cie GG UB 720/8 de 375 cv à 295 tr/min, produisant un total 550 kW, en plongée. Le sous-marin avait une vitesse en surface de 17,7 nœuds (32,8 km/h) et une vitesse de 7,6 nœuds (14,1 km/h) en plongée. Immergé, il avait un rayon d'action de 80 milles marins (150 km) à 4 nœuds (7,4 km/h; 4,6 milles par heure) et pouvait atteindre une profondeur de 230 m. En surface son rayon d'action était de 8 500 milles nautiques (soit 15 700 km) à 10 nœuds (19 km/h).
L'U-986 était équipé de cinq tubes lance-torpilles de 53,3 cm (quatre montés à l'avant et un à l'arrière) et embarquait quatorze torpilles. Il était équipé d'un canon de 8,8 cm SK C/35 (220 coups), d'un canon antiaérien de 20 mm Flak et d'un canon 37 mm Flak M/42 qui tire à 15 350 mètres avec une cadence théorique de 50 coups par minute. Il pouvait transporter 26 mines TMA ou 39 mines TMB. Son équipage comprenait 4 officiers et 40 à 56 sous-mariniers.

## Historique
Il reçut sa formation de base au sein de la 5. Unterseebootsflottille jusqu'au 29 février 1944, puis il intégra sa formation de combat dans la 6. Unterseebootsflottille.
Il quitte Kiel en Allemagne pour sa première patrouille sous les ordres de l'Oberleutnant zur See Karl-Ernst Kaiser le 8 février 1944. L'U-986 croise du côté de la ligne GIUK, jusqu'au sud-ouest de l'Islande. Après 63 jours en mer, l'U-986 émet son dernier message radio le 10 avril 1944 à l'ouest de l'Irlande, à la position géographique approximative 51° 30′ N, 20° 00′ O indiquant qu'il commencera son voyage de retour dans deux jours.
Il est déclaré par le Commandement des U-Boote (BdU) porté disparu dans l'Atlantique Nord le 20 avril 1944 avec ses cinquante membres d'équipage. Il n'y a aucune explication à sa disparition, son épave n'a pas été retrouvée.

### Fait précédemment établi
- Coulé le 17 avril 1944 au sud-ouest de l'Irlande, à la position 50° 09′ N, 12° 51′ O, par des charges de profondeur du dragueur de mines américain USS Swift (AM-122) (en) et du chasseur de sous-marin américain USS PC-619.

## Affectations
- 5. Unterseebootsflottille du 1er juillet 1943 au 29 février 1944 (Période de formation).
- 6. Unterseebootsflottille du 1er mars 1944 au 10 avril 1944 (Unité combattante).

## Commandement
- Oberleutnant zur See Karl-Ernst Kaiser du 1er juillet 1943 au 10 avril 1944.

## Patrouille
|       | Commandant              | Départ         | Départ | Arrivée       | Arrivée       | Jours    | Succès |
| ----- | ----------------------- | -------------- | ------ | ------------- | ------------- | -------- | ------ |
| 1     | Oblt. Karl-Ernst Kaiser | 8 février 1944 | Kiel   | 10 avril 1944 | Porté disparu | 63 jours |        |
| Total | Total                   | Total          | Total  | Total         | Total         | 63 jours | 0 t    |

Note : Oblt. = Oberleutnant zur See

### Opérations Wolfpack
L'U-986 a opéré avec les Wolfpacks (meute de loups) durant sa carrière opérationnelle.
- Preussen (2 — 22 mars 1944)